# Bruce Springsteen
Bruce Frederick Joseph Springsteen (født 23. september 1949 i Long Branch, New Jersey), kendt som The Boss, er en amerikansk musiker, sanger og sangskriver. Han er bedst kendt for sit arbejde med E Street Band og har været indstillet til og modtaget adskillige priser, herunder 20 Grammy Awards, to Golden Globes og en Academy Award. Springsteen blev optaget i Rock and Roll Hall of Fame i 1999. Han slog for alvor igennem med albummet Born to Run i 1975 og har siden indtaget en særstilling i amerikansk rockmusik med en stor og trofast tilhængerskare.
På de to næste album, Darkness on the Edge of Town (1978) og The River (1980), markerede Springsteen sig som en personlig fortolker af en ærkeamerikansk stiltradition fra countryblues over folk til soul. Med sin rustne stemmeføring og til akustisk guitarakkompagnement beskrev han på soloalbummet Nebraska (1982) de nederste sociale lag i USA. Born in the U.S.A. (1984) er Springsteens mest kritikerroste og kommercielt succesrige album med over 30 millioner solgte eksemplarer. Titelsangen "Born in the U.S.A." blev bl.a. misforstået af tidligere præsident Ronald Reagan og højrefløjen i USA i 1980'erne, der så sangen som repræsentativ for deres republikanske version af drømmen om rigdom.
De tre følgende album, Tunnel of Love (1987), Human Touch og Lucky Town (begge fra 1992) var mere afdæmpede og selvbiografiske. I 1994 vandt han en Oscar for titelsangen til aids-filmen Philadelphia. I 1995 udgav han det akustiske album The Ghost of Tom Joad, som var inspireret af John Steinbecks roman Vredens druer.
I 1999 gendannede Springsteen E Street Band efter 10 års pause. På albummet The Rising (2002) er terrorangerbet på World Trade Center i september 2001 omdrejningspunktet, mens han på den mere lavmælte Devils & Dust (2005) viste sig som markant modstander af den amerikanske invasion og besættelse af Irak. I 2006 vendte Springsteen tilbage til sine rødder med albummet We Shall Overcome: The Seeger Sessions, hvor han akustisk og med stor instrumentering fortolkede sange, der forbindes med folkveteranen Pete Seeger. Albummet Magic fra 2007 og det efterfølgende album, Working on a Dream fra 2009, blev begge kommercielle succeser. Albummet Wrecking Ball (2012) omhandler finanskrisen og dens negative eftervirkninger på samfundet. Springsteen udsendte sit attende album High Hopes i 2014 og sit nittende album Western Stars i 2019.
Springsteen har solgt mere end 135 millioner album over hele verden. Musikalsk er Springsteen inspireret af både folkemusik, country og rock'n'roll, og tekstmæssigt tager hans sange ofte udgangspunkt i livet i arbejderklassen. Han har højlydt støttet John Kerry og Barack Obama ved deres respektive præsidentvalgkampagner og spillede ved indsættelsen af Barack Obama som præsident i 2009.
Bruce Springsteen var i perioden 1985-89 gift med skuespilleren Julianne Phillips. Parret gik fra hinanden, da Springsteen mødte korsangerinden Patti Scialfa, som han blev gift med i 1991, og som stadig synger med i E Street Band. Parret har tre børn, Evan James (født 1990), Jessica Rae (født 1991) og Sam Ryan (født 1994).

## Baggrund

### Biografi
Som 16-årig blev Bruce Springsteen for første gang medlem af et band, The Castiles. De næste år var han med til at danne adskillige bands, som fik succes i New Jersey og Richmond i Virginia. Det var dog først i 1972, at han blev opdaget af CBS-talentspejderen John Hammond, som også opdagede Bob Dylan. 
John Hammond troede, han havde skrevet pladekontrakt med en folk-sanger, men Bruce Springsteen insisterede på at få sit E Street Band med til indspilningerne af sit første album, Greetings from Asbury Park, N.J. (1973). Den plade og den næste, The Wild, the Innocent & the E Street Shuffle, blev dog kommercielle flop, men gode anmeldelser gjorde, at han ikke blev droppet af pladeselskabet. Under Springsteens omfattende tour i 1974 mødte han Rolling Stone-journalisten Jon Landau, der skrev: "Jeg har set rockens fremtid, og dens navn er Bruce Springsteen". Landau bliver få år senere manager for Bruce Springsteen, og er det den dag i dag. 
Plade nummer tre var knald eller fald for ham, og den livsbekræftende Born to Run blev da også det store gennembrud. De næste to år var præget af en retssag mod hans manager Mike Appel, som Springsteen beskyldte for bedrageri. Retssagen endte med forlig, hvorefter Springsteen kunne gå i gang med sit næste album, det noget mere dystre Darkness on the Edge of Town (1978).
De næste seks år voksede og voksede Springsteens popularitet med udgivelsen af de bombastiske rockplader The River (1980) og Born in the U.S.A. (1984). Indimellem blev der tid til at udgive det akustiske socialrealistiske album Nebraska (1982), som Springsteen optog alene i sit soveværelse på en firesporsbåndoptager.
Born In The U.S.A. blev Springsteens gennembrud til superstjernestatus på verdensplan. I løbet af to år solgte den 18 millioner eksemplarer, og den verdensomspændende turné slog hans navn fast som en af firsernes største live-kunstnere. Bruce Springsteens status som stjerne blev yderligere slået fast, da i 1985 sammen Bob Dylan, Michael Jackson og Tina Turner optrådte på støttesinglen We Are The World.
I slutningen af firserne og begyndelsen af halvfemserne skruede Springsteen lidt ned for blusset med de mere personlige album Tunnel of Love (1987) og dobbeltudgivelsen Human Touch og Lucky Town (1992), og i 1995 kom endnu et akustisk album, The Ghost of Tom Joad, som blev fulgt af en akustisk soloturné.
I 1999 gendannede Springsteen sit legendariske E Street Band, som han havde brudt med 10 år tidligere. Genforeningsturneen viste med en række udsolgte stadionkoncerter, at Springsteen endnu ikke havde mistet sin appeal. Turneen blev foreviget i koncertfilmen Live In New York City. Turneen blev fulgt op af det første album med The E Street Band siden Born in the USA, The Rising (2002). Albummet var inspireret af terrorangrebet den 11. september 2001 og blev efterfulgt af endnu en turné.
I 2005 var Springsteen endnu engang mere eller mindre solo på albummet Devils & Dust, hvis titelnummer er en kommentar til Golfkrigen 2003. Solo var han til gengæld ikke, da han i 2006 udgav We Shall Overcome: The Seeger Sessions, et album udelukkende med ældre folkesange, som Pete Seeger havde været med til at popularisere. På albummet og den efterfølgende turné var Springsteen i selskab med et 19-mand stort orkester.
Den 16. november 2010 udgav Bruce Springsteen The Promise, et dobbeltalbum med 21 ikke tidligere udgivne sange fra 1976-1978. Efter bombeangrebene i Boston i april 2013 kontaktede Springsteen byens punkband Dropkick Murphys, og meddelte, at han ville være behjælpelig med en eventuelt støttesang for ofrene. Via iTunes udgav de i maj 2013 en genindspilning af sangen "Rose Tattoo", der vil blive udgivet på en EP med titlen Rose Tattoo: For Boston Charity EP, hvor alle pengene fra downloads går til ofrene for angrebet. Den 14. januar 2014 kom Springsteens attende studiealbum, High Hopes.

## Kunstnerisk
Bruce Springsteen er først og fremmest kendt for sin dynamiske liveoptræden og sine socialrealistiske sange om almindelige mennesker på godt og ondt. I begyndelsen af 2000-tallet er han blevet mere og mere politisk engageret, og i 2004 deltog han aktivt i demokraten John Kerrys valgkamp om præsidentposten, eksempelvis med "Vote For Change"-turneen. Han har optrådt i Danmark ved adskillige lejligheder. Første gang i 1981 i Brøndbyhallen (i denne forbindelse dukkede Springsteen uanmeldt op i Forum og sang "Hungry Heart" med den danske gruppe Malurt), i 1988 i Idrætsparken, 1993 på Gentofte Stadion, 1996 i Falconerteateret, i 1999 og 2003 i Parken og i 2005 i Forum med et solo-show, den 28. oktober 2006, hvor han spillede et anmelderrost show med The Seeger Sessions Band i Parken, med omkring 20.000 tilskuere. Dernæst en koncert i Forum den 8. december 2007, som var et led i turneen i anledning af albummet Magic. Denne gang med The E Street Band. Han spillede i Parken den 29. juni 2008 – igen med The E Street Band. Den 8. juli 2009 spillede han i Herning i anledning af albummet Working on a Dream.
Wrecking Ball-touren har sendt The Boss til Roskilde Festival den 7. juli 2012 samt til Parken og Boxen henholdsvis 14. og 16. maj 2013.
I 2016 (22. juni) spillede Bruce Springsteen and The E Street Band i Parken for 46.000 tilskuere i en helt udsolgt koncert. Den 20. juli samme år spillede han på CASA Arena i Horsens – også en udsolgt koncert.  
Bruce Springsteen har vundet adskillige priser for sit arbejde, eksempelvis Polar Music Award i 1997 og en Oscar i 1994 for sangen "Street of Philadelphia" kendt fra filmen Philadelphia med Tom Hanks.

## E Street Band
E Street Band er navnet på den gruppe musikere, der bortset fra 1988-1999 har fulgt Springsteen siden 1972. De blev dog også genforenet kortvarigt i 1995 for at indspille fire nye sange i forbindelse med en ny udgivelse fra Springsteen. Når de ikke arbejder sammen med Springsteen, passer de deres egne karrierer. Mest berømt for andet arbejde er nok trommeslager Max Weinberg, der har været kapelmester for The Max Weinberg 7 på Late Night with Conan O'Brien siden 1993, samt Steven Van Zandt, der også er kendt for sin rolle som Silvio Dante i tv-serien Sopranos fra 1999-2007.
The E Street Band dateres helt tilbage til 1972 og bestod dengang af Garry Tallent (Bas), Clarence Clemons (Saxofon) samt Vini Lopez (Trommer). I 1973 blev David Sancious (Piano) medlem af bandet. Det var med disse musikere, Springsteen i 1973 indspillede debutalbummet Greetings From Asbury Park N.J. Senere samme år, på The Wild, The Innocent & The E Street Shuffle, var også Danny Federici (hammondorgel og harmonika) med i bandet.
Vini Lopez forlod bandet i 1974 og blev midlertidigt erstattet af Ernest Carter, som dog kun nåede at indspille et enkelt nummer Born to Run med Springsteen, før han blev erstattet af Max Weinberg. Til gengæld er det formentlig Springsteens største hit. David Sancious valgte at forlade bandet og blev erstattet af Roy Bittan ved samme lejlighed. Således blev albummets titelnummer indspillet med en anden trommeslager og pianist end resten af albummet. Steven Van Zandt (Guitar) blev en del af bandet under indspilningerne til Born to Run.
Bandets sammensætning forblev uændret frem til indspilningerne af Born in the USA. Steven Van Zandt, der medvirker på flere sange derfra, forlod bandet og blev i 1984 på verdensturneen erstattet af Nils Lofgren. Patti Scialfa, der senere skulle blive Springsteens kone, sang i koret. I 1987 udgav Springsteen Tunnel of Love, og den efterfølgende turné blev den foreløbigt sidste med The E Street Band.
Efter mere end 10 år, bortset fra indspilninger i 1995, samlede Springsteen The E Street Band igen til den verdensomspændende Reunion-Tour. Nu var såvel Van Zandt som Lofgren med på guitar. Både til indspilningerne til The Rising og Magic brugte Springsteen The E Street Band. Nu også med violinist Soozie Tyrell. Hun er dog aldrig blevet krediteret som en del af The E Street Band på disse album, men var med på de næste to turneer, hvor Springsteen præsenterede hende på lige fod med de andre medlemmer. 
Den 19. november 2007 blev det meddelt, efter at første del af Magic-turneen var overstået, at Danny Federici ville få orlov for at blive behandlet for kræft. Han blev erstattet af Charles Giordano, der havde medvirket på Springsteens album The Seeger Sessions. Federici spillede i Indianapolis 20. marts 2008 ekstraordinært sammen med The E Street Band på enkelte numre. Det skulle blive hans sidste; han døde 17. april 2008.
Springsteens seneste album Working on a Dream er indspillet med The E Street Band. Danny Federici er med på dette album, da en del blev indspillet netop under Magic-Touren. Roy Bittan, der hovedsageligt spiller flygel, overtog orglet til de manglende indspilninger. På turneen sad Charles Giordano igen bag orglet på trods af, at han ikke havde været med til indspilningerne af Working On A Dream.
Max Weinberg blev på en del af Working On A Dream-turneen erstattet af sin søn Jay Weinberg, da Max Weinberg samtidig med turneen måtte passe sit arbejde som kapelmester for The Max Weinberg 7 på Late Night med Conan O'Brien. Allerede tidligt på turneen overtog sønnen trommerne til en del af sættet. Første koncert helt uden Max Weinberg ved trommerne fandt sted 14. maj 2009 i Times Union Center, Albany N.Y. 
Den 18. juni 2011 døde Clarence Clemons af et slagtilfælde.
I 1988 medvirkede Bruce Springsteen i selskab med en række andre fremtrædende amerikanske musikere i koncertfilmen Roy Orbison and Friends: A Black and White Night.

## Koncerter i Danmark
- 2. maj 1981: Brøndby Hallen, Brøndby – med The E Street Band.
- 25. juli 1988: Idrætsparken, København – med The E Street Band.
- 30. maj 1993: Gentofte Stadion, Gentofte – med "The Other Band".
- 16. marts 1996: Falkoner Teatret, København – solo.
- 26. juni 1999: Parken, København – med The E Street Band.
- 14. juni 2003: Parken, København – med The E Street Band.
- 22. juni 2005: Forum, København – solo.
- 28. oktober 2006: Parken, København – med The Seeger Session Band.
- 8. december 2007: Forum, København – med The E Street Band.
- 29. juni 2008: Parken, København – med The E Street Band.
- 8. juli 2009: MCH Outdoor Arena, Herning – med The E Street Band.
- 7. juli 2012: Roskilde Festival, Roskilde – med The E Street Band.
- 14. maj 2013: Parken, København – med The E Street Band.
- 16. maj 2013: Jyske Bank Boxen, Herning – med The E Street Band.
- 22. juni 2016: Parken, København - med The E Street Band.
- 20. juli 2016: Casa Arena, Horsens - med The E Street Band.
- 11. juli 2023: Parken, København - med The E Street Band.
- 13. juli 2023: Parken, København - med The E Street Band
- 9. juli 2024: Odense Dyrskueplads, Odense - med The E Street Band

## Diskografi
- Greetings from Asbury Park, N.J. (1973).
- The Wild, the Innocent & the E Street Shuffle (1973).
- Born to Run (1975).
- Darkness on the Edge of Town (1978).
- The River (1980).
- Nebraska (1982).
- Born in the U.S.A. (1984).
- Tunnel of Love (1987).
- Human Touch (1992).
- Lucky Town (1992).
- Greatest Hits (1995).
- The Ghost of Tom Joad (1996).
- The Rising (2002).
- Devils & Dust (2005).
- We Shall Overcome: The Seeger Sessions (2006).
- Magic (2007).
- Working on a Dream (2009).
- The Promise (2010).
- Wrecking Ball (2012).
- High Hopes (2014).
- Western Stars (2019).
- Letter to You (2020).
- Only the Strong Survive (2022).